# 里奥马里纳
里奥马里纳（義大利語：Rio Marina）是意大利利佛诺省的一个市镇。总面积19平方公里，人口2251人，人口密度118.5人/平方公里（2009年）。ISTAT代码为049015。